# Liste des évêques et archevêques de Mobile
Liste des évêques et archevêques de Mobile
(Archidioecesis Mobiliensis)
Le vicariat apostolique d'Alabama et des Florides est créé le 29 août 1825, par détachement de l'évêché de Louisiane et des Deux Florides.
Le vicariat apostolique est érigé en évêché et change de nom le 15 mai 1829 pour devenir l'évêché de Mobile.
Ce dernier change à nouveau de nom pour devenir l'évêché de Mobile-Birmingham le 30 avril 1954.
À la suite de la création de l'évêché de Birmingham, l'évêché de Mobile-Birmingham recouvre le nom d'évêché de Mobile le 28 juin 1969.
Il est érigé en archevêché le 29 juillet 1980.

## Sont vicaires apostoliques
- 29 août 1825-15 mai 1829 : Michel Portier (en anglais Michaël Portier), vicaire apostolique d'Alabama et des Florides, nommé le 26 août 1825.

## Puis sont évêques
- 15 mai 1829-† 14 mai 1859 : Michel Portier (en anglais Michaël Portier), promu évêque de Mobile.
- 26 septembre 1859-† 9 mars 1883 : John Ier Quinlan
- 18 janvier 1884-27 septembre 1884 : Dominic Manucy
- 16 juin 1885-† 10 août 1896 : Jeremiah O'Sullivan
- 19 avril 1897-† 21 octobre 1926 : Edward Allen (Edward Patrick Allen)
- 28 février 1927-29 septembre 1969 : Thomas Ier Toolen (Thomas Joseph Toolen), évêque de Mobile, puis de Mobile-Birmingham (30 avril 1954), puis à nouveau de Mobile (28 juin 1969).
- 29 septembre 1969-24 janvier 1980 : John II May (John Lawrence May)

## Enfin sont archevêques
- 29 juillet 1980-2 avril 2008 : Oscar Lipscomb (Oscar Hugh Lipscomb)
- 2 avril 2008-1er juillet 2025 : Thomas II Rodi (Thomas John Rodi)
- depuis le 1er juillet 2025 : Mark Rivituso (Mark Steven Rivituso)

## Sources
- L'ANNUAIRE PONTIFICAL, sur le site http://www.catholic-hierarchy.org, à la page